# 郡上市立郡南中学校
郡上市立郡南中学校 （ぐじょうしりつ ぐんなんちゅうがっこう）は、岐阜県郡上市にある公立中学校。
校区は美並町全域、及び小那比、野々倉であり、三城小学校、吉田小学校の児童が進学する。

## 沿革
- 1947年（昭和22年）4月 - 郡上郡下川村と嵩田村で学校組合を設立し、郡上郡学校組合立郡南中学校として開校。校舎は興和青年学校[注釈 1]を使用する予定であったが、当時、興和青年学校は大同メタル工業に貸与されていたため、嵩田村立上田小学校、嵩田村立高山小学校、下川村立下川小学校に分散して授業を行う。
- 1948年（昭和23年）
  - 10月14日 - 大同メタルの移転が完了し、旧・興和青年学校校舎での授業を一部開始。
  - 12月 - 校舎を増築。分散授業を廃止。
- 1954年（昭和29年）11月1日 - 下川村と嵩田村が合併し、美並村が発足。同時に美並村立郡南中学校に改称する。
- 1973年（昭和48年） - 校舎（鉄筋コンクリート造）が完成。
- 2004年（平成16年）3月1日 - 八幡町、大和町、白鳥町、美並村、高鷲村、明宝村、和良村が合併し、郡上市が発足。同時に郡上市立郡南中学校に改称する。
- 2005年（平成17年）4月 - 校区の変更により、八幡町小那比、野々倉が校区[注釈 2]となる。

## 義務教育学校の計画
- 三城小学校と吉田小学校、郡南中学校を統合し、義務教育学校を設置する計画である。郡南中学校の敷地に新たに小学校校舎を建設し、2028年度以降の開校を予定している。